# Station Chmielów koło Tarnobrzega
Station Chmielów koło Tarnobrzega is een spoorwegstation in de Poolse plaats Chmielów.